# Carlos Carbonell Pascual
Carlos Carbonell Pascual (Alcoy, 14 dicembre 1976) è un allenatore di judo spagnolo.
È stato il primo spagnolo, allenatore di jūdō ad allenare una squadra di jūdō di un altro paese (Malta). È stato anche il primo spagnolo ad essersi laureato Elite Performance Judo Coach (Level 4) a l'Università di Bath.

## Biografia
Nato il 14 dicembre del 1976. Figlio di José Carbonell Carbonell e di Milagros Pascual Doménech. Nel 1984, Carlos Carbonell comincia a praticare il judo al "Colegio San Roque y San Sebastián. Nel 1998 decide di andare a studiare il TAFAD a Elche (Spagna) e comincia ad allenare il Club di Judo della campionessa olimpica Miriam Blasco. Ha allenato questo club per 3 anni. Nel 2002 sceglie di vivere nel Regno Unito perché nel Club di Judo di Miriam Blasco gli hanno consigliato di andare a Bath poiché questa è l'unica università del Regno Unito dove lui poteva combinare gli studi e la pratica del Jūdō.
Alla fine di 2006, il Segretario Generale della EJU cercava un allenatore per la selezione del suo paese, Malta, all'Università di Bath hanno pensato che Carlos Carbonell fosse il miglior candidato per il posto.

## Riferimenti
"Entrenador en Malta", Ciudad de Alcoy (Spain) Newspaper Interview. (January 2008)
"El jurado designa 35 candidatos a los premios Centre d´Esports" Diario Información (Spain) (December 2007)
- http://www.diarioinformacion.com/secciones/noticia.jsp?pRef=2272_15_707372__Alcoy-jurado-designa-candidatos-premios-Centre-dEsports-Alcoy%5Bcollegamento+interrotto%5D

"Su huella se agranda" Ciudad de Alcoy (Spain) Newspaper (October 2007)
"Carlos Carbonell comienza a dejar huella en Malta", Ciudad de Alcoy (Spain) Newspaper (June 2007)
"La selección de Malta de judo que dirige Carbonell logra destacar en Monaco", Diario Información (Spain) (June 2007)
- http://www.diarioinformacion.com/secciones/noticia.jsp?pRef=2076_15_641644__Alcoy-seleccion-Malta-judo-dirige-Carbonell-logra-destacar-Monaco Archiviato il 17 febbraio 2012 in Internet Archive.
- http://www.theindependent.com.mt[collegamento interrotto]

"Judo was again Team Malta's main source of inspiration following a second gold medal" "The Times" (Malta), (June 2007)
- http://www.timesofmalta.com/core/article.php?id=264161

"Newcomers keen to extend Malta's success in judo", "The Times" (Malta) (May 2007)
"Un alcoyano es el nuevo seleccionador nacional de judo en Malta", Ciudad Alcoy (Spain) Newspaper (January 2007)
"Un alcoyano es seleccionador de judo de Malta" Diario Información (Spain) (January 2007)
- http://www.diarioinformacion.com/secciones/noticia.jsp?pRef=1929_15_593813%5Bcollegamento+interrotto%5D